# Славно (Гнезненський повіт)
Славно (пол. Sławno) — село в Польщі, у гміні Кішково Гнезненського повіту Великопольського воєводства.
Населення — 432 особи (2011).
У 1975-1998 роках село належало до Познанського воєводства.

## Демографія
Демографічна структура станом на 31 березня 2011 року:
|          | Загалом | Допрацездатний вік | Працездатний вік | Постпрацездатний вік |
| -------- | ------- | ------------------ | ---------------- | -------------------- |
| Чоловіки | 208     | 38                 | 154              | 16                   |
| Жінки    | 224     | 45                 | 136              | 43                   |
| Разом    | 432     | 83                 | 290              | 59                   |